# 스트라호프 수도원

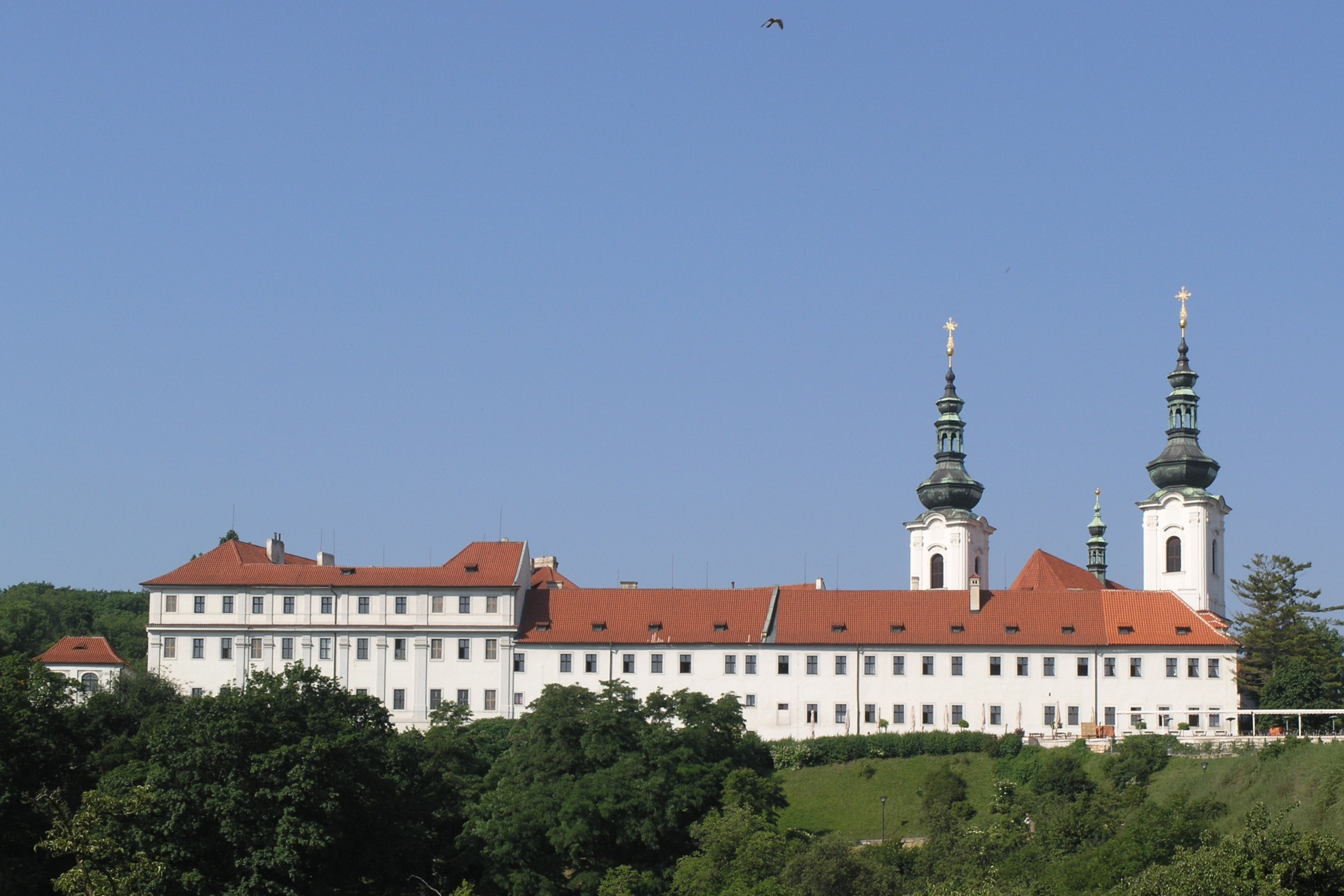
스트라호프 수도원

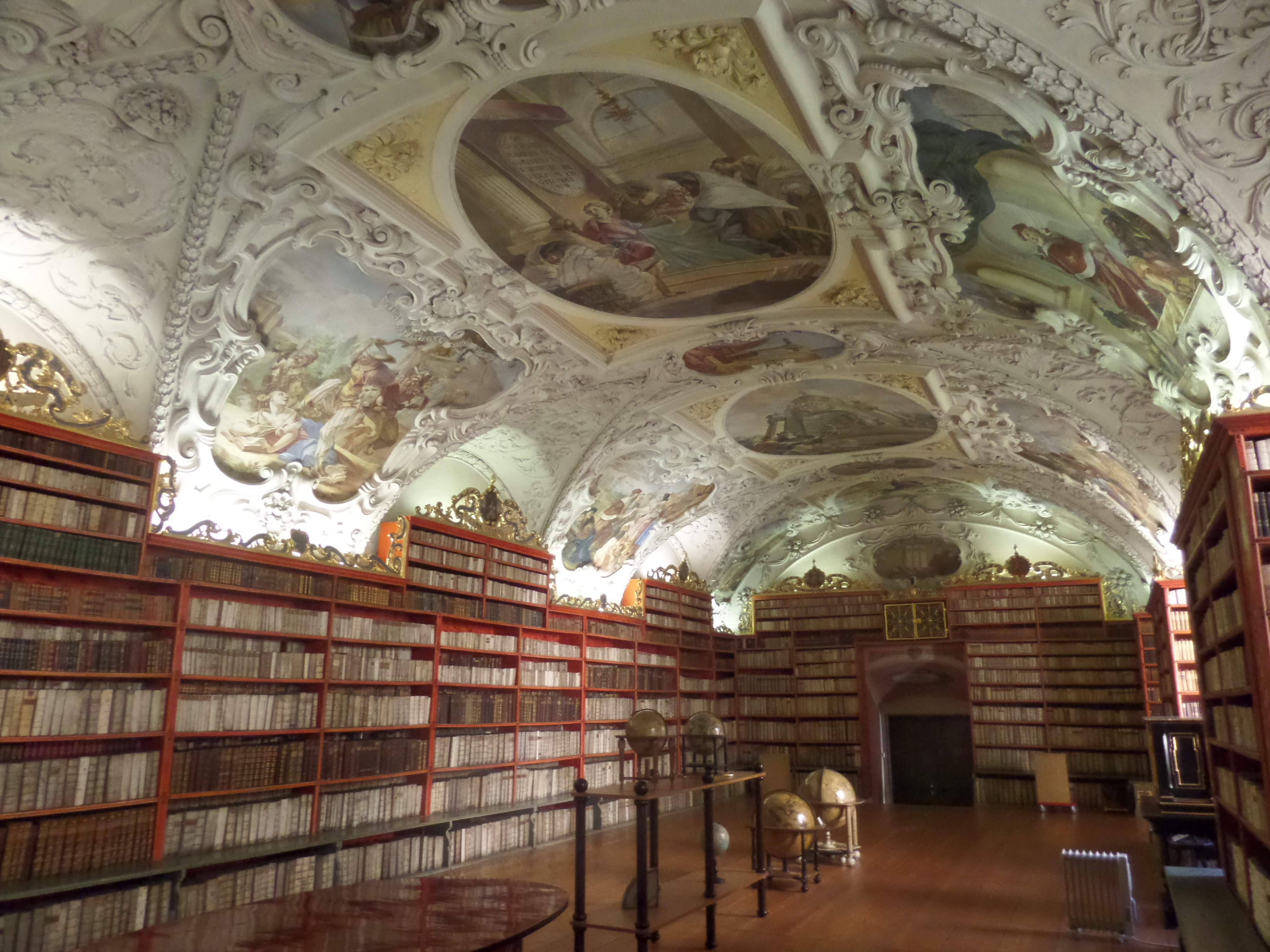
수도원 도서관

스트라호프 수도원(체코어: Strahovský klášter)은 1143년에 Jindřich Zdík, 블라디슬라프 2세, 프라하의 요한 주교가 설립한 프레몬트레 수도원이다. 체코 프라하 스트라호프에 위치하고 있다.